# Марк Педуцей Плавций Квинтил
Вижте пояснителната страница за други личности с името Квинтил.
Марк Педуцей Плавций Квинтил (на латински: Marcus Peducaeus Plautius Quintillus; † след 197) e политик и сенатор на Римската империя през 2 век и зет на император Марк Аврелий.

## Биография
Син е на Плавций Квинтил (консул 159 г.) и Цейония Фабия, дъщеря на Луций Елий Цезар и сестра на Луций Вер. Той е осиновен от Марк Педуцей Стлога Присцин (консул 141 г.) и се жени за Ания Аврелия Фадила, дъщеря на император Марк Аврелий и Фаустина Млада и сестра на бъдещия римски император Комод. Баща е на (Плавций?) Квинтил и Плавция Сервила.
През 177 г. Квинтил е консул заедно с Луций Аврелий Комод Цезар. Освен това той е авгур.
През 193 г. Квинтил е против желанието на Дидий Юлиан да се изпрати помилващо послание на Септимий Север. По-късно Север го принуждава да се самоубие.